# Oospila includaria
Oospila includaria là một loài bướm đêm trong họ Geometridae.